# Helophorus angusticollis
Helophorus angusticollis är en skalbaggsart som beskrevs av Armand D'Orchymont 1945. Helophorus angusticollis ingår i släktet Helophorus och familjen halsrandbaggar. Inga underarter finns listade i Catalogue of Life.